# Aggsteiner Straße
De Aggsteiner Straße B33 is een Bundesstraße in de Oostenrijkse deelstaat Neder-Oostenrijk.
De weg verbindt Melk met Krems an der Donau en is 34,9 km lang.

## Routebeschrijving
De B33 begint op een kruising met de B1 in het noorden van Melk en loopt in oostelijke richting. De weg kruist zonder aansluiting de B3a en loopt verder door Schönbühel-Aggsbach, Rossatz-Arnsdorf en Mautern an der Donau, waar de B33a aansluit. De B33 eindigt bij afrit Krems-Süd, waar hij aansluit op de B37.

## Geschiedenis
Op 1 juli 1837 begon men met de aanleg van een weg tussen Melk en Mautern. Na het gereedkomen van de weg moest men voor het oversteken van de Pielachbrug, die in 1837 al gereed was, een tol van twee kreuzern per trekdier betalen.
Na de Anschluss werd deze weg in het kader van de eenwording van de wegnummering vanaf 1 april 1940 een Landstraße I. Ordnung en kreeg nummer L.I.O. 41. Op 23 maart 1942 werd ze op last van Albert Speer onderdeel van de Reichsstraße 343, die van Melk via Znaim naar Pohrlitz liep.
De Wachauer Straße op de zuidelijke Donauoever behoort sinds 1 januari 1949 tot de Oostenrijkse Bundesstraßen. Met de Bundesgesetz van 3 juni 1964 werd de naam van deze weg gewijzigd in Aggsteiner Straße.

## Foto's

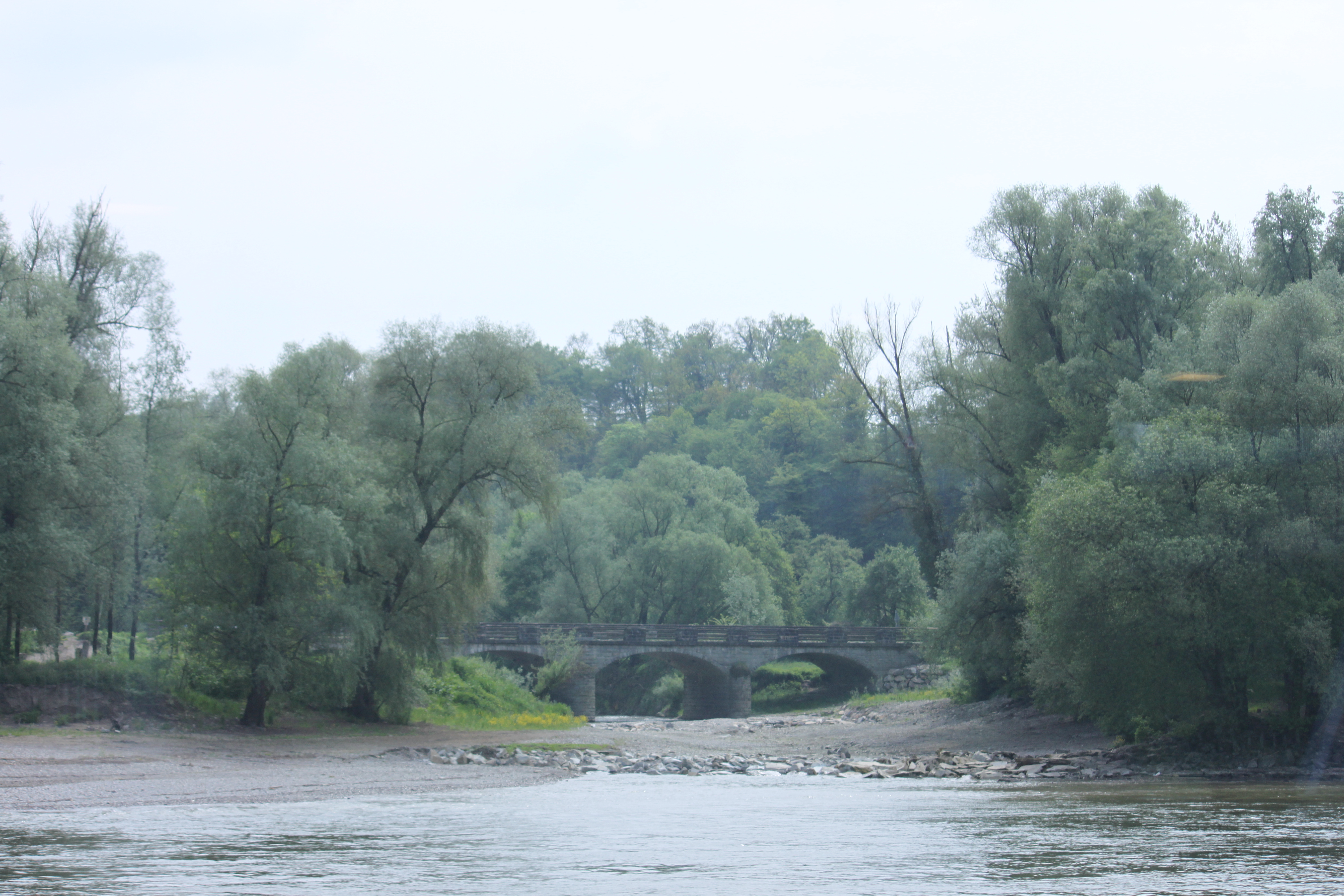
Brug van de B 33 over de Pielach bij Melk
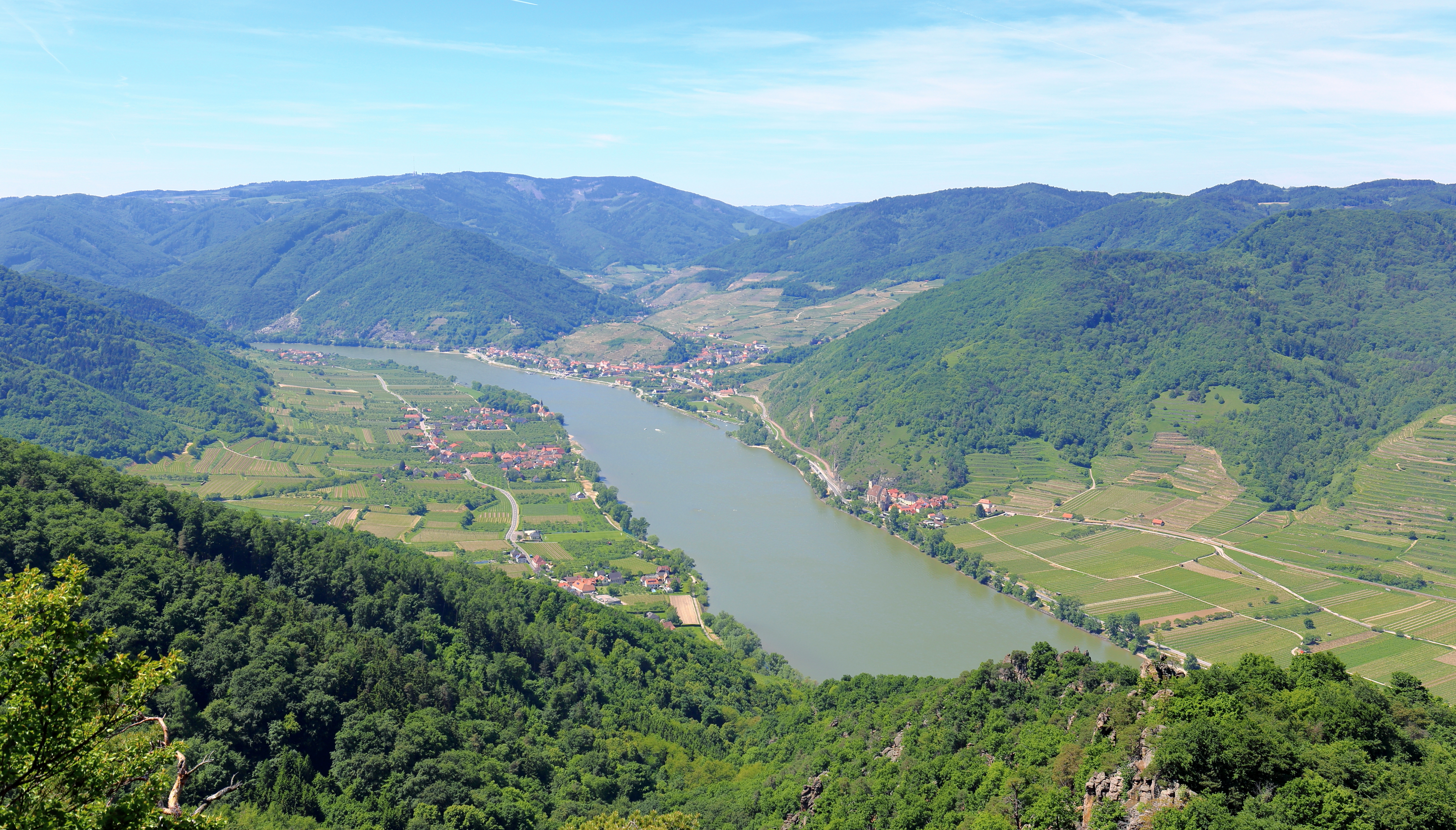
uitzicht over het Donautal, links de Aggsteiner Straße bij Arnsdorf
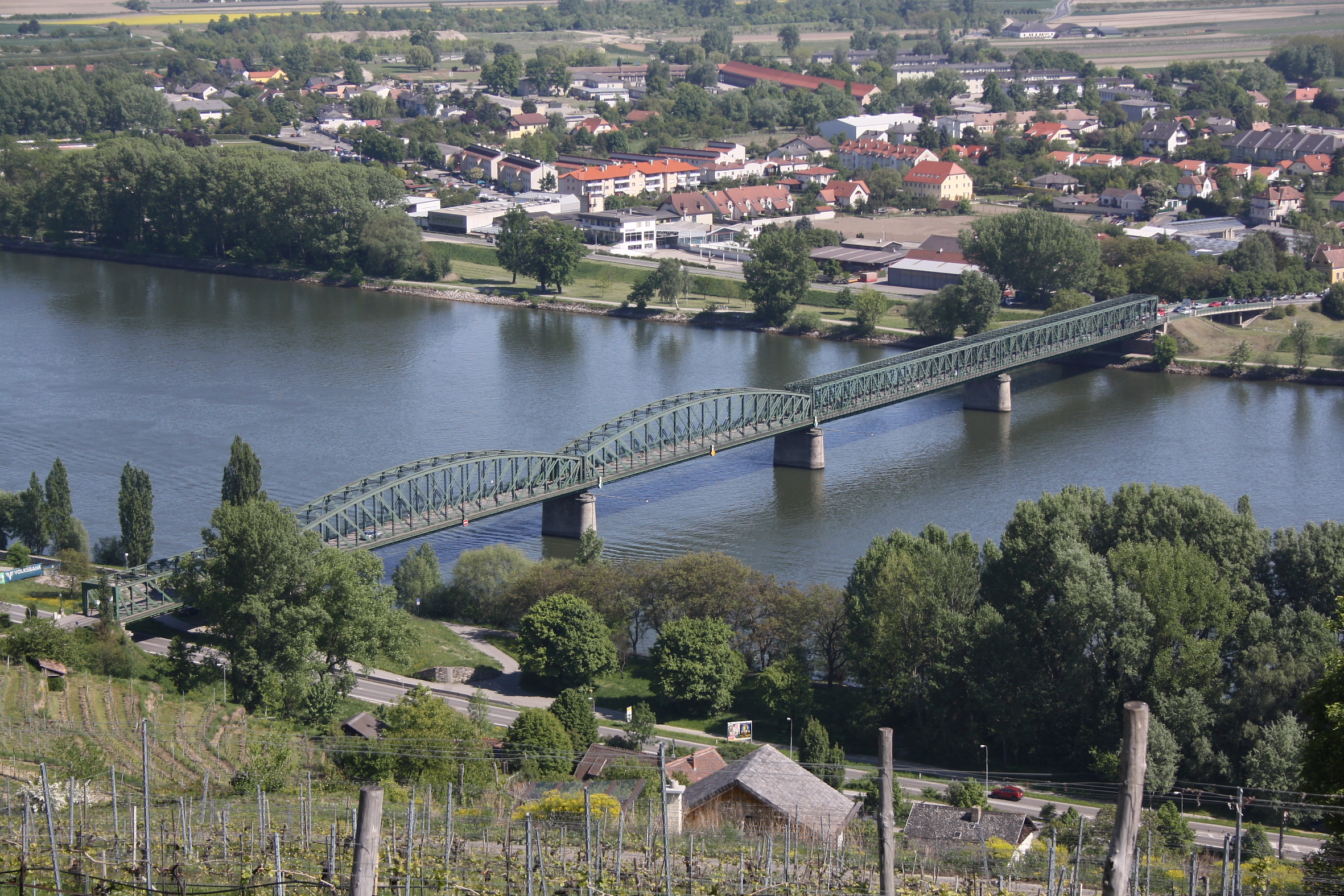
Donauviaduct B33a, dat ook de B33 kruist

B1 · 
B2 · 
B3 · 
B4 · 
B5 · 
B6 · 
B7 · 
B8 · 
B9 · 
B10 · 
B11 · 
B12 · 
B13 · 
B14 · 
B15 · 
B16 · 
B17 · 
B18 · 
B19 · 
B20 ·  
B21 · 
B22 · 
B23 · 
B24 · 
B25 · 
B26 · 
B27 · 
B28 · 
B29 · 
B30 · 
B31 · 
B32 · 
B33 · 
B34 · 
B35 · 
B36 · 
B37 · 
B38 · 
B39 · 
B40 · 
B41 · 
B42 · 
B43 · 
B44 · 
B45 · 
B46 · 
B47 · 
B48 · 
B49 · 
B50 · 
B51 · 
B52 · 
B53 · 
B54 · 
B55 · 
B56 · 
B57 · 
B58 · 
B59 · 
B60 · 
B61 · 
B62 · 
B63 · 
B64 · 
B65 · 
B66 · 
B67 · 
B68 · 
B69 · 
B70 · 
B71 · 
B72 · 
B73 · 
B74 · 
B75 · 
B76 · 
B77 · 
B78 · 
B79 · 
B80 · 
B81 · 
B82 · 
B83 · 
B84 · 
B85 · 
B86 · 
B87 · 
B88 · 
B89 · 
B90 · 
B91 · 
B92 · 
B93 · 
B94 · 
B95 · 
B96 · 
B97 · 
B98 · 
B99 · 
B100 · 
B105 · 
B106 · 
B107 · 
B108 · 
B109 · 
B110 · 
B111 · 
B113 · 
B114 · 
B115 · 
B116 · 
B117 · 
B119 · 
B120 · 
B121 · 
B122 · 
B123 · 
B124 · 
B125 · 
B126 · 
B127 · 
B129 · 
B130 · 
B131 · 
B132 · 
B133 · 
B134 · 
B135 · 
B136 · 
B137 · 
B138 · 
B139 · 
B140 · 
B141 · 
B142 · 
B143 · 
B144 · 
B145 · 
B146 · 
B147 · 
B148 · 
B149 · 
B150 · 
B151 · 
B152 · 
B153 · 
B154 · 
B155 · 
B156 · 
B158 · 
B159 · 
B160 · 
B161 · 
B162 · 
B163 · 
B164 · 
B165 · 
B166 · 
B167 · 
B168 · 
B169 · 
B170 · 
B171 · 
B172 · 
B173 · 
B174 · 
B175 · 
B176 · 
B177 · 
B178 · 
B179 · 
B180 · 
B181 · 
B182 · 
B183 · 
B184 · 
B185 · 
B186 · 
B187 · 
B188 · 
B189 · 
B190 · 
B191 · 
B192 · 
B193 · 
B197 · 
B198 · 
B199 · 
B200 · 
B201 · 
B202 · 
B203 · 
B204 · 
B205 · 
B209 · 
B210 · 
B211 · 
B212 · 
B213 · 
B214 · 
B215 · 
B216 · 
B217 · 
B218 · 
B219 · 
B220 · 
B221 · 
B222 · 
B223 · 
B224 · 
B225 · 
B226 · 
B227 · 
B228 · 
B229 · 
B230 · 
B303 · 
B305 · 
B309 · 
B310 · 
B311 · 
B316 · 
B317 · 
B319 · 
B320